# Maritieme noodsignalen
Als er zich op zee een noodsituatie voordoet dan is het van groot belang dat iedereen gepast en snel reageert. Een eerste stap in dit proces is de herkenning van de verschillende maritieme noodsignalen. Deze noodsignalen zijn beschreven in annex 4 van de Internationale Bepalingen ter voorkoming van aanvaringen op zee.

## Noodsignalen
De noodsignalen voor op zee zijn vastgelegd in de internationale bepalingen ter voorkoming van aanvaringen op zee en in het Internationale seinboek. Maydaysignalen mogen enkel gebruikt worden wanneer er direct risico is op dodelijke slachtoffers. Voor andere dringende gevallen kan pan-pan gebruikt worden.

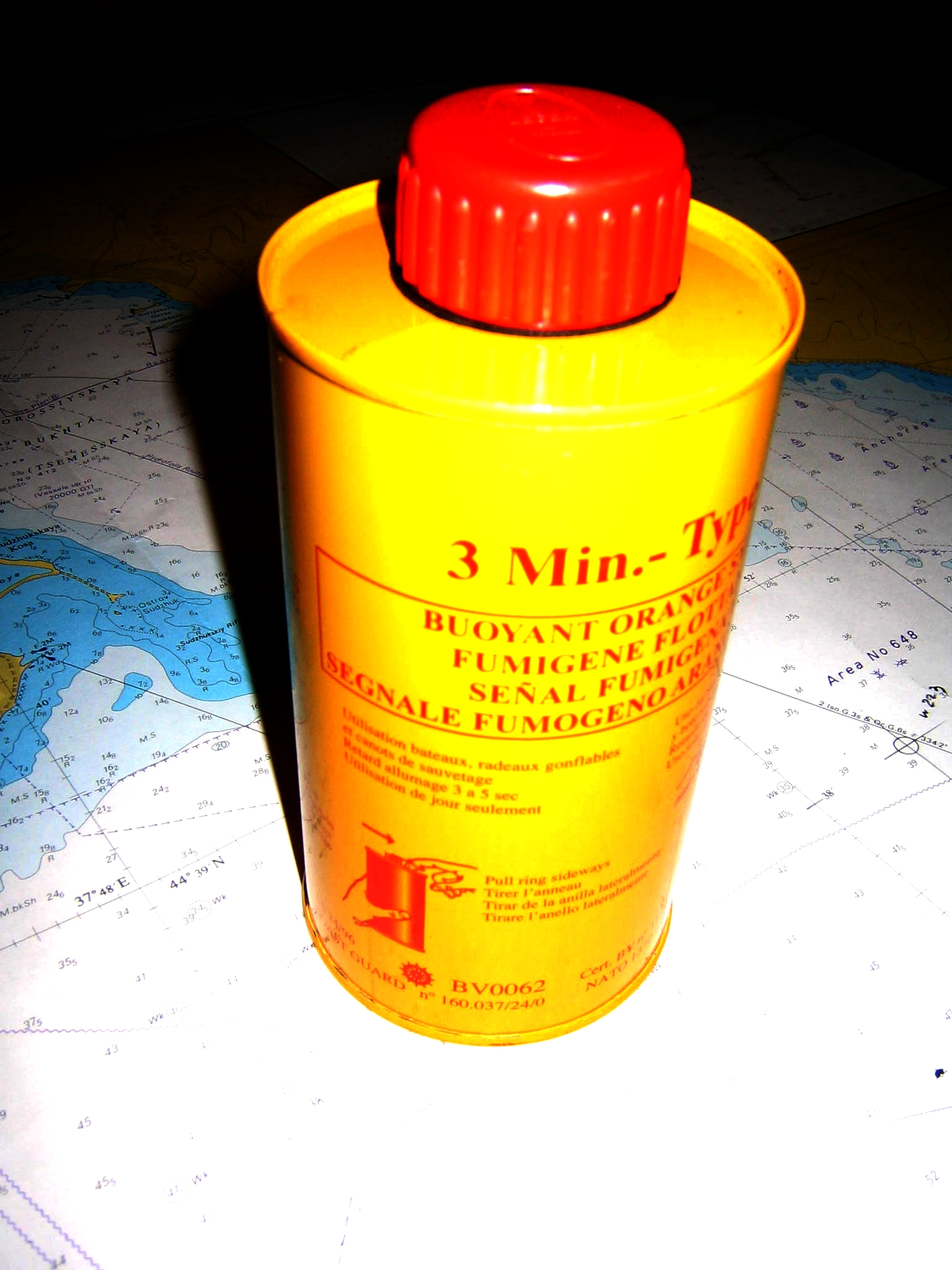
Rooksignaal

De volgende seinen, samen of afzonderlijk gebruikt of getoond, geven een noodsituatie en behoefte aan hulp aan:

### Dagseinen
- Het noodsein “NC” uit het Internationaal seinboek. Dit signaal wordt gevormd door een “N”-vlag boven een “C”-vlag te hangen.
- Een sein dat bestaat uit een vierkante vlag met daarboven of -onder een bal of een voorwerp dat daarop gelijkt.
- Het langzaam en herhaald op en neer bewegen van je armen.
- Een oranje rooksignaal
- Een oranje doek met daarop een zwarte cirkel of vierkant of een ander passend symbool. Dit dient voor de herkenning vanuit de lucht.

### Nachtseinen
- Vuurpijlen die rode sterren uitwerpen en een voor een met korte pauzes worden afgeschoten.
- Vlammen boven een vaartuig (olievat, …). Deze optie is niet geschikt voor schepen met een licht ontvlambare lading zoals gastankers. Ook zal de zichtbaarheid van de vlammen gering zijn, vermits ze zich vlak boven het wateroppervlak bevinden.
- Een valschermsignaal of handstakellicht (flare) dat een rood licht toont.

### Radiosignalen
- Het maydaysignaal (uitgesproken als “meedee”) uitgezonden door het gebruik van radiotelefonie, via VHF-kanaal 16 of MW 2182 kHz.
- Het S.O.S.-signaal ( · · · − − − · · · ) in Morse-code via radiotelegrafie.

### Geluidsseinen
- Een knalsein met tussenpozen van circa 1 minuut
- Een aanhoudend geluid met de scheepshoorn. Dit kan voor problemen zorgen vermits dit kan worden verward met andere geluidssignalen. Het kan hierdoor beter zijn het S.O.S.-signaal te vormen met de fluit.

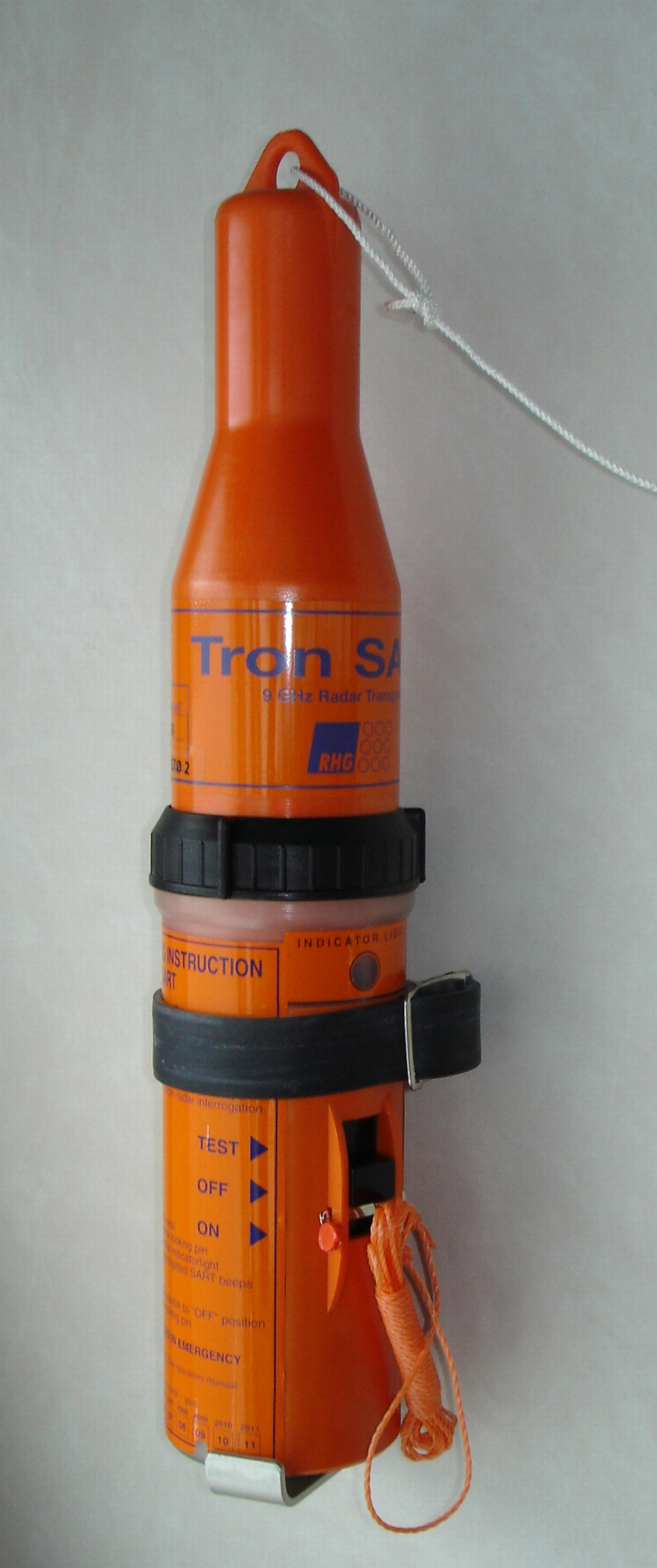
SART radar transponder

## GMDSS
Het GMDSS (Global Maritime Distress and Safety System) omvat de systemen SART en EPIRB. Dit zijn toestellen die dienen om een schip in nood of zijn bemanning die het schip heeft verlaten, te lokaliseren.
- De SART (search and rescue transponder) zal hierbij gebruik maken van radiogolven die gedetecteerd kunnen worden door de X-band radar van schepen in de nabijheid.
- De EPIRB (emergency position indicating radio beacon) daarentegen maakt gebruik van satellieten om een MRCC (maritime rescue coordination center) te contacteren.